# Ana Arias
Ana Arias   (Madrid, 19 d'octubre de 1982), nom amb que es coneix a Ana Beatriz Pérez Arias, és una actriu espanyola coneguda pel seu paper de Paquita a la sèrie Cuéntame cómo pasó.
Va néixer el 19 d'octubre de 1982 a Madrid. Va formar-se a la Reial Escola Superior d'Art Dramàtic de Madrid, i més endavant a la Fundació Shakespeare i l'Escola Barraca. Va cursar estudis de commedia dell'arte i es va formar amb John Strasberg a Nova York i a Espanya.
Ha treballat en teatre i curtmetratges, però sobretot a televisió, sent destacat el seu paper a la sèrie de TVE Cuéntame cómo pasó, on des de 2004 va interpretar Paquita Ramos, neboda de Merche. El 2019 va abandonar la sèrie, després de 16 anys interpretant el seu personatge. El 2021 es va integrar al repartiment de la sèrie El pueblo, produïda per Mediaset i Amazon Prime Video.